# Olympische Sommerspiele 2008/Teilnehmer (Schweiz)
| Gelbes Symbol für Goldmedaillen mit stilisierten Olympischen Ringen | Graues Symbol für Silbermedaillen mit stilisierten Olympischen Ringen | Braundes Symbol für Bronzemedaillen mit stilisierten Olympischen Ringen |
| ------------------------------------------------------------------- | --------------------------------------------------------------------- | ----------------------------------------------------------------------- |
| 2                                                                   | 1                                                                     | 4                                                                       |

Die Schweiz nahm an den Olympischen Sommerspielen 2008 in der chinesischen Hauptstadt Peking mit 84 von der Swiss Olympic Association benannten Athleten, 38 Frauen und 46 Männern, in 20 Sportarten teil.
Seit 1896 war es die 26. Teilnahme der Schweiz bei Olympischen Sommerspielen.
Damit war die Schweiz neben Australien, Griechenland, Frankreich und dem Vereinigten Königreich eine der fünf Nationen, die bis dahin bei allen Olympischen Sommerspielen teilgenommen hatten.

## Fahnenträger
Wie schon vier Jahre zuvor trug der Tennisspieler Roger Federer die Fahne der Schweiz während der Eröffnungsfeier; bei der Schlussfeier wurde sie vom Judoka Sergei Aschwanden getragen.

## Medaillen
Mit zwei gewonnenen Gold-, einer Silber- und vier Bronzemedaillen belegte das Schweizer Team Platz 34 im Medaillenspiegel.
| Sportart |   |   |   | Gesamt |
| -------- | - | - | - | ------ |
| Judo     | - | - | 1 | 1      |
| Radsport | 1 | 1 | 2 | 4      |
| Reiten   | - | - | 1 | 1      |
| Tennis   | 1 | - | - | 1      |
| total    | 2 | 1 | 4 | 7      |

### Medaillengewinner

#### Gold
| Name/n                        | Sportart | Wettkampf  |
| ----------------------------- | -------- | ---------- |
| Fabian Cancellara             | Rad      | Zeitfahren |
| Roger Federer & Stan Wawrinka | Tennis   | Doppel     |

#### Silber
| Name              | Sportart | Wettkampf      |
| ----------------- | -------- | -------------- |
| Fabian Cancellara | Rad      | Strassenrennen |

#### Bronze

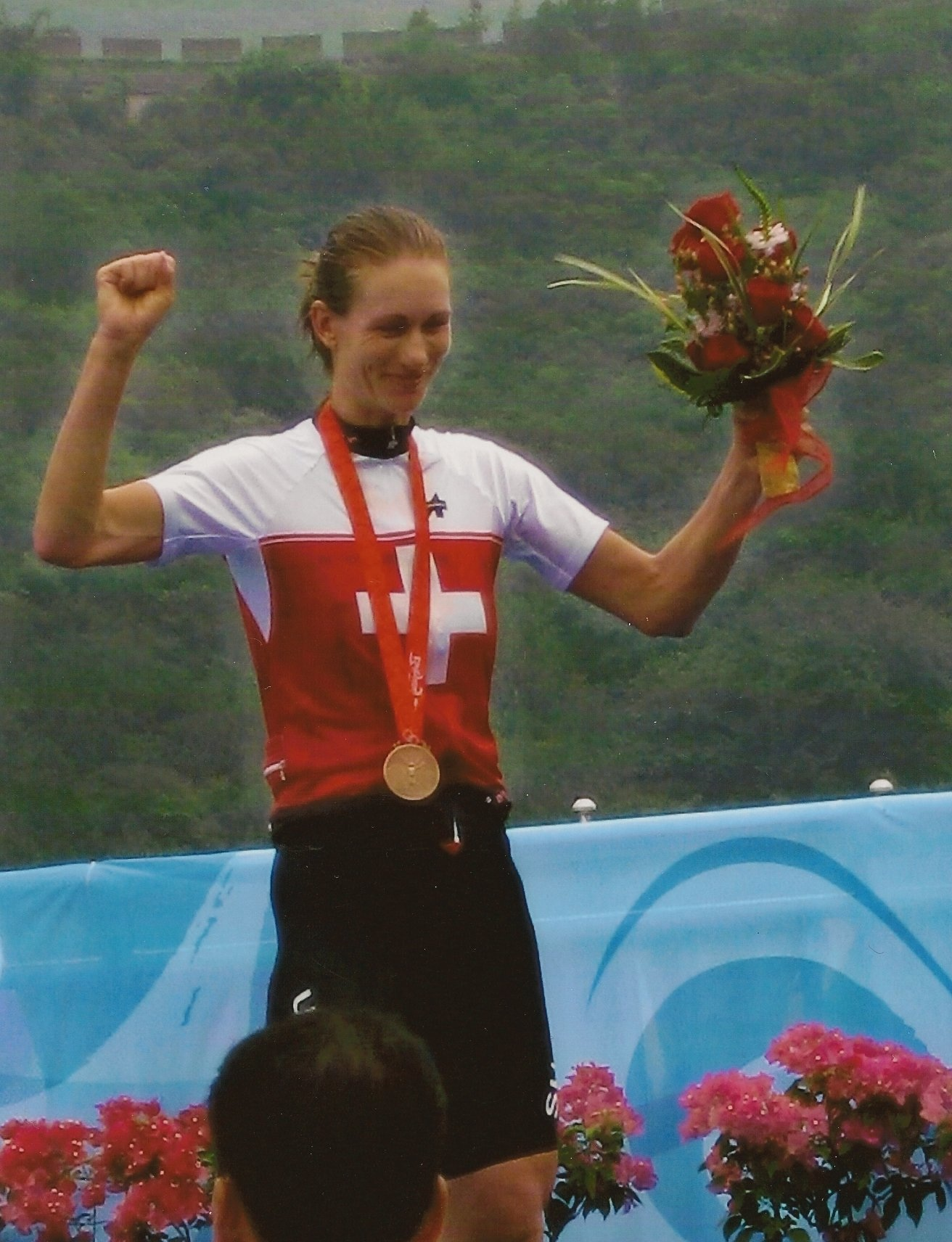
Karin Thürig

| Name/n | Sportart | Wettkampf         |
| --- | -------- | ----------------- |
| Sergei Aschwanden | Judo     | Mittelgewicht     |
| Karin Thürig | Rad      | Zeitfahren        |
| Nino Schurter | Rad      | Mountainbike      |
| Christina Liebherr auf No Mercy, Pius Schwizer auf Nobless M, Niklaus Schurtenberger auf Cantus & Steve Guerdat auf Jalisca Solier | Reiten   | Team Springreiten |

#### Anmerkung
Aufgrund eines Dopingvergehens der norwegischen Springreiter erhielten die Schweizer Springreiter nachträglich eine Bronzemedaille zugesprochen. Am 17. November 2009 wurde dem Italiener Davide Rebellin wegen eines Dopingvergehens die Silbermedaille im Strassenrennen offiziell aberkannt. Fabian Cancellara erhielt dadurch nachträglich die Silbermedaille.

## Teilnehmer nach Sportarten
Die Swiss Olympic Association benannte bis zum 22. Juli 2008 83 Athleten. Das Beachvolleyball-Duo Kuhn/Schwer wurde am 31. Juli 2008 noch nachnominiert. Strassenradfahrer Michael Albasini musste noch vor Beginn der Olympischen Spiele wegen einer schweren Schulterverletzung von der schweizerischen Olympiamannschaft zurückgezogen werden. Der Springreiter Beat Mändli musste ebenfalls vor Beginn der olympischen Reiterspiele in Hongkong wegen einer Verletzung seines Spitzenpferdes Idéo du Thot forfait geben. Andererseits wurde der Freistilringer Grégory Sarrasin nachnominiert. Die Schweizer Olympiadelegation umfasste somit 84 Athleten und vier Ersatzathleten. Es handelte sich damit um das kleinste Schweizer Team seit 32 Jahren.

### Badminton
- Frauen: Jeanine Cicognini
Einzel: in der 2. Runde ausgeschieden

- Männer: Christian Bösiger
Einzel: in der 2. Runde ausgeschieden

### Beachvolleyball
- Frauen
  - Simone Kuhn, Lea Schwer: in der Vorrunde ausgeschieden
- Männer
  - Patrick Heuscher, Sascha Heyer: 17. Platz
  - Martin Laciga, Jan Schnider: im Achtelfinal ausgeschieden

### Bogenschiessen
- Nathalie Dielen
  - Einzel, Frauen: 54. Platz

### Fechten
- Sophie Lamon
Degen Einzel, Frauen: im Achtelfinal ausgeschieden

- Michael Kauter
Degen Einzel, Männer: im Achtelfinal ausgeschieden

### Judo
- Männer: Sergei Aschwanden
Mittelgewicht: Bronze

### Kanu

#### Kanuslalom
- Michael Kurt
Männer, Einer-Kajak : 17. Platz

### Leichtathletik
- Frauen:
  - Nicole Büchler

Stabhochsprung: 22. Platz
  - Linda Züblin

Siebenkampf: 30. Platz

- Männer:
  - Philipp Bandi

5000 m: 29. Platz
  - Marco Cribari

200 m: 37. Platz
  - Julien Fivaz

Weitsprung: 36. Platz
  - Andreas Kundert

110 m Hürden: Start wegen Krankheit abgesagt
  - Viktor Röthlin

Marathon: 6. Platz
  - Marc Schneeberger

200 m: 31. Platz

### Moderner Fünfkampf
- Belinda Schreiber
Einzel, Frauen: 11. Platz

### Radsport
- Frauen:
  - Nicole Brändli

Strassenrennen: 18. Platz
  - Priska Doppmann

Strassenrennen: 7. Platz
Zeitfahren: 8. Platz
  - Jenny Fähndrich

BMX: im Halbfinal ausgeschieden (6. Platz von 8)
  - Petra Henzi

Mountainbike: 6. Platz
  - Jennifer Hohl

Strassenrennen: aufgegeben
  - Nathalie Schneitter

Mountainbike: 15. Platz
  - Karin Thürig

Zeitfahren: Bronze 
Einerverfolgung: 9. Platz

- Männer:
  - Fabian Cancellara

Strassenrennen: Silber 
Zeitfahren: Gold 
  - Roger Rinderknecht

BMX: im Halbfinal ausgeschieden (7. Platz von 8)
  - Bruno Risi/Franco Marvulli

Madison: 11. Platz
  - Christoph Sauser

Mountainbike: 4. Platz
  - Nino Schurter

Mountainbike: Bronze 
  - Florian Vogel

Mountainbike: aufgegeben

### Reiten
- Springreiten:
  - Steve Guerdat

Mannschaft: Bronze 
Einzel: 10. Platz
  - Christina Liebherr

Mannschaft: Bronze 
Qualifikation fürs Einzelspringen verpasst
  - Niklaus Schurtenberger

Mannschaft: Bronze 
Einzel: 23. Platz
  - Pius Schwizer

Mannschaft: Bronze 
Einzel: 23. Platz

- Vielseitigkeit:
  - Tiziana Realini

Einzel: 37. Platz

### Ringen
- Grégory Sarrasin
Freistil –66 kg, Männer: 21. Platz

### Rudern
- André Vonarburg
Einer, Männer: 9. Platz

### Schiessen
- Frauen:
  - Irene Beyeler

Gewehr Dreistellungsmatch: 23. Platz
Luftgewehr: 16. Platz
  - Cornelia Froelich

Luftpistole: 17. Platz
  - Sandra Kolly

Luftpistole: 27. Platz
Sportpistole: 29. Platz
  - Annik Marguet

Gewehr Dreistellungsmatch: 25. Platz
Luftgewehr: 33. Platz

- Männer:
  - Simon Beyeler

Gewehr Liegendmatch: 48. Platz
Luftgewehr: 45. Platz
  - Marcel Bürge

Gewehr Liegendmatch: 32. Platz
Dreistellungsmatch: 35. Platz
  - Beat Müller

Dreistellungsmatch: 21. Platz
  - Christoph Schmid

Freie Pistole: 40. Platz
Luftpistole: 33. Platz

### Schwimmen
- Frauen:
  - Swann Oberson

Langdistanzschwimmen: 6. Platz
  - Flavia Rigamonti

400 m Freistil: 14. Platz
800 m Freistil: Im Vorlauf ausgeschieden

- Männer:
  - Flori Lang

50 m Freistil: 19. Platz
4 × 100 m Freistil: 13. Platz
  - Jonathan Massacand

100 m Rücken: 27. Platz
200 m Rücken: 32. Platz
  - Dominik Meichtry

100 m Freistil: 16. Platz
200 m Freistil: 6. Platz
4 × 100 m Freistil: 13. Platz
400 m Freistil: 27. Platz
  - Karel Novy

4 × 100 m Freistil: 13. Platz
  - Adrien Perez

4 × 100 m Freistil: 13. Platz
  - Gregory Widmer (Ersatz 4 × 100 m Freistil)

### Segeln
- Frauen:
  - Nathalie Brugger

Laser Radial: 6. Platz
  - Emmanuelle Rol/Anne-Sophie Thilo

470er: 17. Platz

- Männer:
  - Christoph Bottoni

Laser: 37. Platz
  - Tobias Etter/Felix Steiger

470er: 23. Platz
  - Enrico De Maria/Flavio Marazzi

Star: 5. Platz
  - Richard Stauffacher

Windsurfen: 14. Platz

### Synchronschwimmen
- Magdalena Brunner/Ariane Schneider: 12. Platz

### Taekwondo
- Manuela Bezzola
Klasse bis 49 kg, Frauen: in der 1. Runde ausgeschieden

### Tennis
- Timea Bacsinszky
Frauen, Einzel: in der 1. Runde ausgeschieden
- Roger Federer
Männer, Einzel: im Viertelfinal ausgeschieden
Männer, Doppel: Gold
- Emmanuelle Gagliardi:
Frauen, Doppel: im Achtelfinal ausgeschieden
- Patty Schnyder
Frauen, Einzel: in der 2. Runde ausgeschieden
Frauen, Doppel: im Achtelfinal ausgeschieden
- Stan Wawrinka
Männer, Einzel: in der 2. Runde ausgeschieden
Männer, Doppel: Gold

### Triathlon
- Frauen:
  - Magali Di Marco Messmer: 13. Platz
  - Daniela Ryf: 7. Platz
  - Nicola Spirig: 6. Platz

- Männer:
  - Reto Hug: 29. Platz
  - Olivier Marceau: 19. Platz
  - Sven Riederer: 23. Platz

### Turnen
- Ariella Kaeslin
Mehrkampf, Frauen: 18. Platz
Sprung, Frauen: 5. Platz

- Claudio Capelli
Mehrkampf, Männer: 35. Platz
- Christoph Schärer
Mehrkampf, Männer: 91. Platz